# Vomit Heat
Vomit Heat (bürgerlich Nils Herzogenrath, * 23. Mai 1991 in Essen) ist ein deutscher Sänger, Songschreiber und Multiinstrumentalist. Seine Musik zeigt Einflüsse aus verschiedenen Genres, unter anderem Krautrock, Shoegaze, Psychedelic Rock und Post-Punk. Er lebt in Köln.

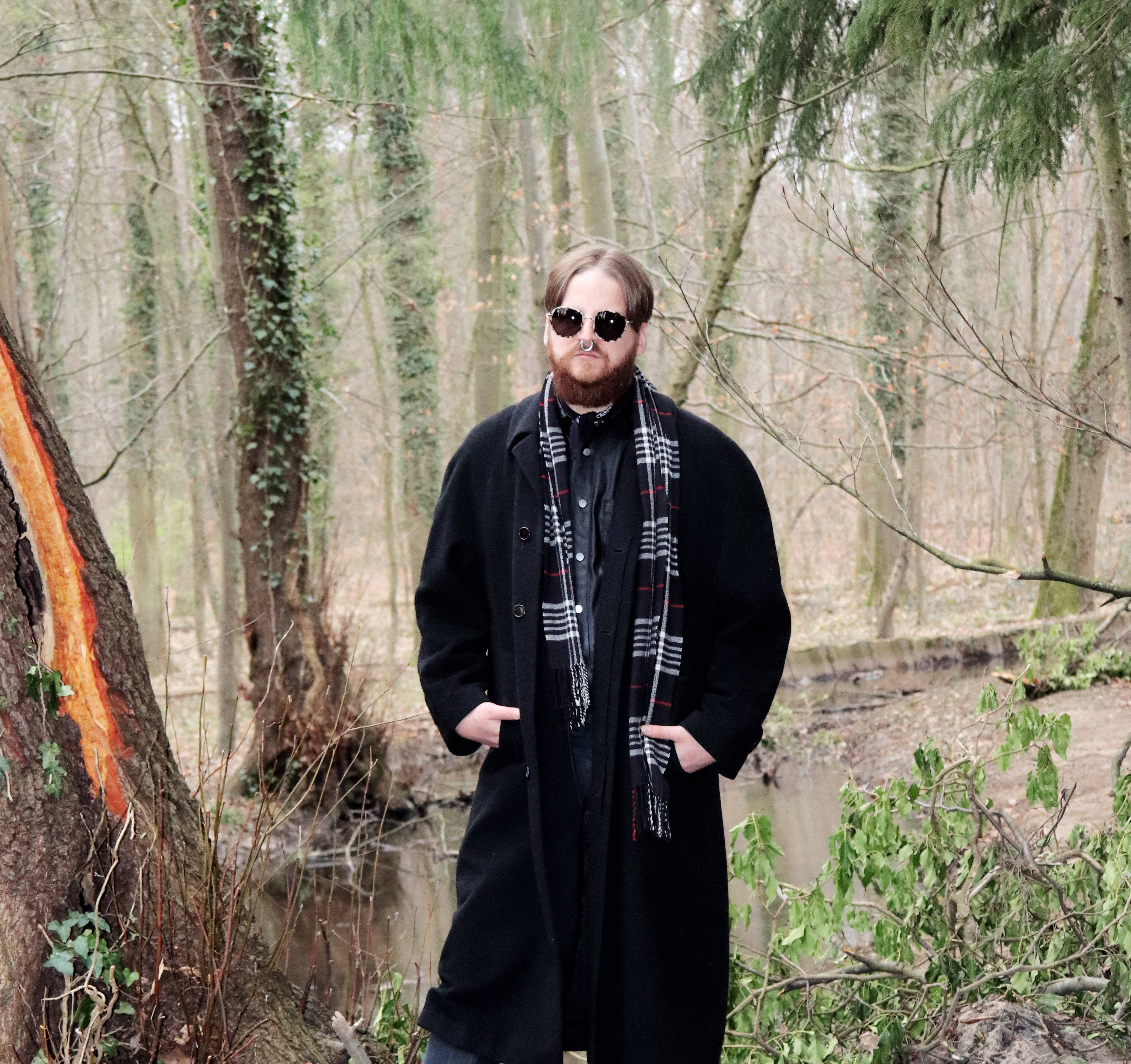
Vomit Heat, 2022

## Leben und Werk
Herzogenrath wuchs in Essen auf, wo er 2010 seine Schullaufbahn mit dem Abitur abschloss. In dieser Zeit begann er damit, in seinem Schlafzimmer Musik zu produzieren. Erste Aufnahmen wurden auf dem US-Label Olde English Spelling Bee sowie beim deutschen Indie-Label lo-fi/sci-fi records veröffentlicht.
2013 wurde der Radio-DJ Klaus Fiehe auf Vomit Heat aufmerksam und widmete ihm eine Sendung. Beim popUP NRW-Preis 2013, der im Rahmen des New Fall Festivals vergeben wurde, belegte Vomit Heat den dritten Platz. Der Preis wird jährlich vom NRW-Kultursekretariat gemeinsam mit dem Landesmusikrat NRW, dem Festival c/o pop und weiteren Partner vergeben. Die Jury, u. a. bestehend aus Henning Rümenapp und Tobias Thomas, würdigte in der Begründung den „herausragend eigenen Stil“ des Musikers.
Im Jahr 2016 erschien sein Debüt-Album Spirit Desire auf dem deutschen Label Ana Ott. Die Veröffentlichung erhielt ein breites Feedback in der Musikpresse – Besprechungen erschienen unter anderem in Skug, Intro und im Ox-Fanzine.
Nils Herzogenrath studiert Medienkunst an der KHM in Köln.

## Bands und Kollaborationen
Ab 2014 war er als Mitglied der Band Ωracles aktiv, die sich aus Musikern verschiedener anderer Projekte wie Stabil Elite (Niklas Wandt), Die Heiterkeit (Hanitra Wagner) und Beat! Beat! Beat! (Joshua Gottmanns) zusammensetzte. Mit den Ωracles tourte Herzogenrath durch Europa und die USA. Er ist Mitglied der Krautrock-Bands Transport und Nasssau sowie des Electro-Duos Gras. 2016 wirkte er bei den Aufnahmen des Albums Hamburg Demonstrations von Peter Doherty mit.
Im Jahr 2019 wurde Decoder, eine Gemeinschaftsproduktion mit Hendrik Otremba (Messer) auf dem Kölner Label Papercup Records veröffentlicht. Im Herbst 2021 erschien eine Doppel-Single mit der Essener Band International Music. Auf der Vomit Heat-Single Leere (April 2022, Ana Ott) singt die deutsche Musikerin Stella Sommer.

## Musikstil
Das Musikmagazin Pitchfork beschrieb den Vomit-Heat-Stil 2009 als „bedroom lo-fi music“. Das Musikblog Pretty In Noise beschreibt seine Musik als „psychedelischen Neo-Krautrock, afrikanische Beats und Disco, der immer mit einem Herz für Melodien und großer Spielfreude fusioniert.“

## Diskographie (Auswahl)

### Alben
- 2009: 2180 (lo-fi/sci-fi records)
- 2016: Spirit Desire (Ana Ott)
- 2022: Second Skin (Ana Ott)

### Singles
- 2019: Decoder (Papercup Records)
- 2021: Heute (Ana Ott)
- 2022: I’m Over You (Ana Ott)
- 2022: Dematerialize (Ana Ott)
- 2022: Leere (Ana Ott)
- 2022: Close to Invisible (Ana Ott)

### Weitere Veröffentlichungen

#### Als Bandmitglied
- 2014: Ωracles – Stanford Torus (Clouds Hill Recordings)
- 2016: Ωracles – Bedroom Eyes (This Charming Man Recods)
- 2016: Skufface/Caldera – RIV001 (Riviera Club)
- 2016: Gras – GRAS EP (Riviera Club)
- 2017: Transport – Milchreise (Ana Ott)
- 2019: Transport – Live at Kraak Festival (Ana Ott)
- 2020: Nasssau – Anna-Lisa & Rosanne (Ana Ott)
- 2021: Nasssau – Hedi Spielt Kosmolin (Ana Ott)